# Leith (Edinburgh)
Leith (Schots-Gaelisch:Lìte) is een havengebied in het noordelijke deel van de Schotse hoofdstad Edinburgh. Leith is gelegen aan de kustlijn van de Firth of Forth en ligt in het raadsgebied van de stad Edinburgh. Daarnaast is Leith een ward van Edinburgh met ongeveer 50.000 inwoners.

## Geschiedenis
De vroegst bekende vermeldingen komen uit het register waarin in 1128 de bouw van een abdij werd goedgekeurd.
In mei 1544 landde een Engels leger onder Edward Seymour in Leith voor een strafexpeditie tegen Edinburgh, dat helemaal werd platgebrand. Aanleiding was de weigering van de Schotten om de eenjarige Mary, Queen of Scots, uit te huwelijken aan de Engelse troonopvolger Edward VI.
De middeleeuwse nederzetting van Leith was in 1833 uitgegroeid tot een burgh dat in 1920 opging in Edinburgh. Sinds 2007 is het een van de 17 wards van Edinburgh.

## Sport
Aan Easter Road in Leith is de thuishaven van Hibernian FC, een voetbalclub in de Scottish Premiership.
- Library of Congress Control Number: n80162923
- MusicBrainz: 4deeeb8c-42aa-46a2-a7c3-a9069c29e8f7
- National Archives and Records Administration: 10045044
- Nationale Bibliotheek van Israël: 987007566754505171
- Virtual International Authority File: 127846012
- WorldCat: E39PBJkMHpytjV3mDdGTpwVQv3